# آرش قادری
آرش قادری (زادهٔ ۳ خرداد ۱۳۵۰ درفرخ شهر) فیلمنامه‌نویس، نویسنده و کارگردان ایرانی است. از جمله آثار او می‌توان به سریال برادر، گاندو و هوش سیاه اشاره کرد.

## آثار

### نویسنده
- ترور (۱۴۰۲)
- سه شو[۵][۶]
- ماتادور (۱۳۹۲)
- سکوت مطلق (۱۳۸۹)[۷]
- ریحانه (به کارگردانی سیروس مقدم) (۱۳۸۴)[۸]
- راز یک پرنده (۱۳۸۸)[۹]
- پای پیاده (اصغر توسلی) (۱۳۸۴)[۱۰]
- برادر (جواد افشار) (۱۳۹۵)[۱۱]
- هوش سیاه (۱۳۹۲) [۱۲][۱۳]
- عملیات ۱۲۵ (مسعود آب‌پرور) (۱۳۸۹)[۱۴][۱۵]
- ساخت ایران (محمد حسین لطیفی)[۱۶]
- گاندو (جواد افشار) (۱۳۹۸)[۱۷][۱۸][۱۹]
- گاندو ۲ (جواد افشار) (١۴٠٠)
- لالایی برای بیداری (۱۳۸۷)
- شیش و بش[۲۰][۲۱]
- آتیش بازی (بهمن گودرزی) (۱۳۹۲)[۲۲][۲۳]
- خشاب خالی (۱۳۸۷)[۲۴][۲۵]
- شاه‌کلید (۱۳۸۷)[۲۶]
- کلوپ همسران (۱۳۹۷)[۲۷][۲۸][۲۹]
- آخرین نقش (۱۳۸۶)[۳۰]

### کارگردانی
- کیلومتر ۱۴ (۱۳۸۸)[۳۱][۳۲][۳۳]
- حباب[۳۴]
- روی خط صفر (۱۳۸۶) (منتخب هر دو بخش رقابتی و آزاد جشنواره فیلمهای آسیایی در کشور آمریکا)[۳۵][۳۶]
- بی‌کسی[۹][۳۴]
- سکو
- یک خواب راحت ۱۳۹۳

### کتاب‌ها
- طربنامه عشق
- شعر زبوری به هدیت